# Torflast
Die Torflast war ein Maß für eine Menge Torf in den deutschen Abbaugebieten. In den Torfregionen hatte
- 1 Torflast = 140 bis 210 Körbe.

In Emden und überhaupt in Ostfriesland rechnete man darauf 
- 1 Torflast = 140 Körbe = 3500; 4200; 5600; 7000 oder 8400 Stücke Torf.

Der Korb musste gesetzlichen Abmessungen genügen:
- Höhe = 2 Fuß 8 3⁄4 Zoll
- Durchmesser oben 1 Fuß 11 Zoll
- Durchmesser unten 1 Fuß 4 Zoll

Zweimal im Jahre wurden diese vom Eichner, Eichmeister oder wie diese auch genannt wurden Schütt- oder Ykenmeister, neu vermessen. Das Fassungsvermögen eines Korbes schwankte je Region und konnte zwischen 25 und 30 Stück bis ungefähr 50 bis 60 Stück Torf betragen.
Nach Verschiedenheit der Größe des Torfes lieferte 
- 1 Schlitten = 9 1⁄4 Körbe
- 1 Last = 16 Schlitten = 8 Fuder
  - 1 Fuder = 2 Schlitten = 18 1⁄2 Körbe

Im Norden von Deutschland mit den Korbmaßen: 2 Fuß hoch und 2 Fuß Durchmesser 
- 1 Torflast = 144 Körbe = 6 Fudern (je 24 Körben) = ungefähr 5400 bis 6000 Stücke Torf  
  - 1 Fuder ungefähr 900 bis 1000 Stücke Torf

Im Königreich Hannover war die Anzahl der Körbe je Last am größten:
- 1 Torflast = 210 Körbe  (140 werden beim Messen gerüttelt[Anmerkung 1]) = 8680 Stücke Torf

Im Wappen von Kayhude und Bimöhlen ist das Maß Torflast bildlich dargestellt.

## Anmerkung
1. ↑   Das Rütteln war willkürlich und unsicher, ergab aber einen Unterschied von 1⁄8 der ganzen Last